# Loot (film 1919)
Loot è un film muto del 1919 diretto da William C. Dowlan. La sceneggiatura di Violet Clark si basa sull'omonimo romanzo di Arthur Somers Roche, apparso a puntate su The Saturday Evening Post prima di essere pubblicato a Indianapolis nel 1916.

## Produzione
Il film fu prodotto dalla Universal Film Manufacturing Company. Alcune scene del film furono girate nel centro di Los Angeles e nei pressi dell'isola di Catalina.

### Soggetto
Il romanzo di Roche era già stato adattato per il cinema nel 1917 dall'Universal con il serial Il re dell'audacia diretto da Stuart Paton e interpretato Priscilla Dean.

## Distribuzione
Distribuito dalla Universal Film Manufacturing Company e presentato da Carl Laemmle, il film uscì nelle sale cinematografiche statunitensi il 6 ottobre 1919.